# Eriogaster
Eriogaster is een geslacht van vlinders van de familie spinners (Lasiocampidae), uit de onderfamilie Lasiocampinae.

## Soorten
- E. acanthophylli (Christoph, 1882)
- E. amygdali Wiltshire, 1941
- E. arbusculae Freyer, 1849
- E. catax - bosrandspinner (Linnaeus, 1758)
- E. czipkai De Lajonquière, 1975
- E. henkei (Staudinger, 1879)
- E. lanestris - wolspinner (Linnaeus, 1758)
- E. neogena (Fischer de Waldheim, 1824)
- E. pfeifferi Daniel, 1932
- E. philippsi Bartel, 1911
- E. rimicola (Denis & Schiffermüller, 1775)
- E. rueckbeili (Graeser, 1892)
- E. senecta (Graeser, 1888)
- E. yatsugadakensis Matsumura, 1927